# Hugi (Mythologie)
Hugi ist in der nordischen Mythologie ein Gedanke des  Utgardloki.
In der Gylfaginning muss Thjalfi, ein Begleiter des Asen Thor gegen Hugi zum Wettlauf antreten.
Im ersten Lauf war Hugi so weit voraus, dass er am Ende der Bahn sich umwandte dem Loki entgegen. Da sagte Utgardloki: Du musst dich besser ausstrecken, Thialfi, wenn du das Spiel gewinnen willst; aber doch ist es wahr, dass noch keiner hierher gekommen ist, der mich fußfertiger dünkte. Sie begannen nun den zweiten Lauf, und als Hugi ans Ende der Bahn kam und sich umwandte, war Thialfi noch einen guten Pfeilschuss zurück. Da sagte Utgardloki: Das dünkt mich gut gelaufen; aber ich glaube nun kaum mehr, dass er das Spiel gewinnen wird; das wird sich nun zeigen, wenn sie den dritten Lauf rennen. Da nahmen sie nochmals ein Ziel und als Hugi ans Ende der Bahn gekommen war und sich umkehrte, war Thialfi noch nicht in die Mitte der Bahn gekommen.
Später wird offenbart, dass Hugi nichts anderes als der windschnelle Gedanke war, den noch niemand einholen konnte.